# Giuliano Galoppo
Giuliano Galoppo (Buenos Aires, 18 giugno 1999) è un calciatore argentino, centrocampista del River Plate in prestito dal San Paolo.

## Caratteristiche tecniche
È un centrocampista centrale che può essere impiegato sia come mezz’ala, ruolo in cui spicca per le capacità di inserimento, sia come trequartista, vedendo bene la porta, che come mediano, avendo anche capacità d'impostazione.

## Carriera
Cresciuto nel settore giovanile del Banfield, ha esordito in prima squadra il 26 novembre 2018 disputando l'incontro di Primera División pareggiato 0-0 contro il Racing Club. È poi diventando un titolare fisso della formazione biancoverde nel ritorno in campo a seguito dell'interruzione dei campionati dovuta alla pandemia di COVID-19.

## Statistiche

### Presenze e reti nei club
Statistiche aggiornate al 17 agosto 2025.
| Stagione         | Squadra          | Campionato       | Campionato | Campionato | Coppe nazionali | Coppe nazionali | Coppe nazionali | Coppe continentali | Coppe continentali | Coppe continentali | Altre coppe | Altre coppe | Altre coppe | Totale | Totale | Totale |
| Stagione         | Squadra          | Comp             | Pres       | Reti       | Comp            | Pres            | Reti            | Comp               | Pres               | Reti               | Comp        | Pres        | Reti        | Pres   | Reti   |        |
| ---------------- | ---------------- | ---------------- | ---------- | ---------- | --------------- | --------------- | --------------- | ------------------ | ------------------ | ------------------ | ----------- | ----------- | ----------- | ------ | ------ | ------ |
| 2018-2019        | Banfield         | PD               | 2          | 0          | CA+CdS          | 1+2             | 0               | CS                 | 0                  | 0                  | -           | -           | -           | 5      | 0      |        |
| 2019-2020        | Banfield         | PD               | 4          | 0          | CA+CdL          | 3+13            | 1+5             | -                  | -                  | -                  | -           | -           | -           | 20     | 6      |        |
| 2021             | Banfield         | PD               | 23         | 3          | CA+CdL          | 0+11            | 0+4             | -                  | -                  | -                  | -           | -           | -           | 34     | 7      |        |
| 2022             | Banfield         | PD               | 7          | 3          | CA+CdL          | 1+13            | 0+5             | CS                 | 6                  | 0                  | -           | -           | -           | 27     | 8      |        |
| Totale Banfield  | Totale Banfield  | Totale Banfield  | 36         | 6          |                 | 44              | 15              |                    | 6                  | 0                  |             | -           | -           | 86     | 21     |        |
| 2022             | San Paolo        | A                | 14         | 1          | CB              | 3               | 0               | CS                 | 4                  | 0                  | -           | -           | -           | 21     | 1      |        |
| 2023             | San Paolo        | A1/SP+A          | 11+0       | 8+0        | CB              | 0               | 0               | CS                 | 0                  | 0                  | -           | -           | -           | 11     | 8      |        |
| 2024             | San Paolo        | A1/SP+A          | 7+13       | 1+0        | CB              | 2               | 0               | CL                 | 5                  | 0                  | SB          | 1           | 0           | 28     | 1      |        |
| Totale San Paolo | Totale San Paolo | Totale San Paolo | 18+27      | 9+1        |                 | 5               | 0               |                    | 9                  | 0                  |             | 1           | 0           | 60     | 10     |        |
| 2025             | River Plate      | PD               | 13+1       | 3+0        | CA              | 1               | 1               | CL                 | 3                  | 1                  | SI+CmC      | 0+2         | 0           | 20     | 5      |        |
| Totale carriera  | Totale carriera  | Totale carriera  | 95         | 19         |                 | 50              | 16              |                    | 18                 | 1                  |             | 3           | 0           | 166    | 36     |        |

## Palmarès
- Supercoppa del Brasile: 1

San Paolo: 2024
- Coppa del Brasile: 1

San Paolo: 2024